# Блаце (Брвеница)
Блаце (мкд. Блаце) су насељено место у Северној Македонији, у северозападном делу државе. Блаце припадају општини Брвеница.

## Географски положај
Насеље Блаце је смештено у северозападном делу Северне Македоније. Од најближег већег града, Тетова, насеље је удаљено 14 km јужно.
Блаце се налази у доњем делу историјске области Полог. Насеље је положено у источном делу Полошког поља. Западно од насеље се пружа поље, док се ка истоку издиже Сува гора. Надморска висина насеља је приближно 600 метара.
Клима у насељу је умерено континентална.

## Становништво
По попису становништва из 2002. године Блаце је имало 344 становника.
Претежно становништво у насељу су етнички Македонци (100%). 
Већинска вероисповест у насељу је православље. 